# Astragalus scaphoides
Astragalus scaphoides (лат.) — многолетнее травянистое растение, вид полукустарников рода Астрагал (Astragalus) семейства Бобовые (Fabaceae).

## Описание
Astragalus scaphoides — многолетнее травянистое растение с перистыми листьями. Стебель высотой 15-40 см растёт из подземного разветвлённого стеблекорня от лежачего до прямостоячего. Листья 8-20 см, прилистники 3-8 мм, рано становятся бумажистыми. Цветки 18,5-20,5 мм, чашечка короткоцилиндрическая, 9,6-12,2 мм. Венчик бледно-жёлтый. Цветут в мае и посещаются несколькими видами шмелей и одиночных пчел, в том числе из родов осмии и антофоры. Бобы прямостоячие зелёные, иногда размытые или крапчатые с пурпурным оттенком, становящиеся со временем соломенно-жёлтыми.

## Ареал и местообитание
Встречается только на небольшой территории юго-западной Монтаны и прилегающих частях Айдахо. Растёт на пологих склонах, обращенных на юг, в полузасушливых зарослях шалфея. Растения можно найти около перевала Лемхи на границе Монтаны и Айдахо, а также в государственном парке Баннак в Монтане. Растения, как правило, цветут через год, подобно годам цветения у трав и деревьев.